# 奧福德 (新罕布什爾州)
奧福德（英語：Orford）是一個位於美國新罕布什爾州格拉夫頓縣的鎮。

## 人口
根據2020年美國人口普查的數據，奧福德的面積為124.10平方千米，當中陸地面積為120.40平方千米，而水域面積為3.60平方千米。當地共有人口1237人，而人口密度為每平方千米10人。